# 蔡锡

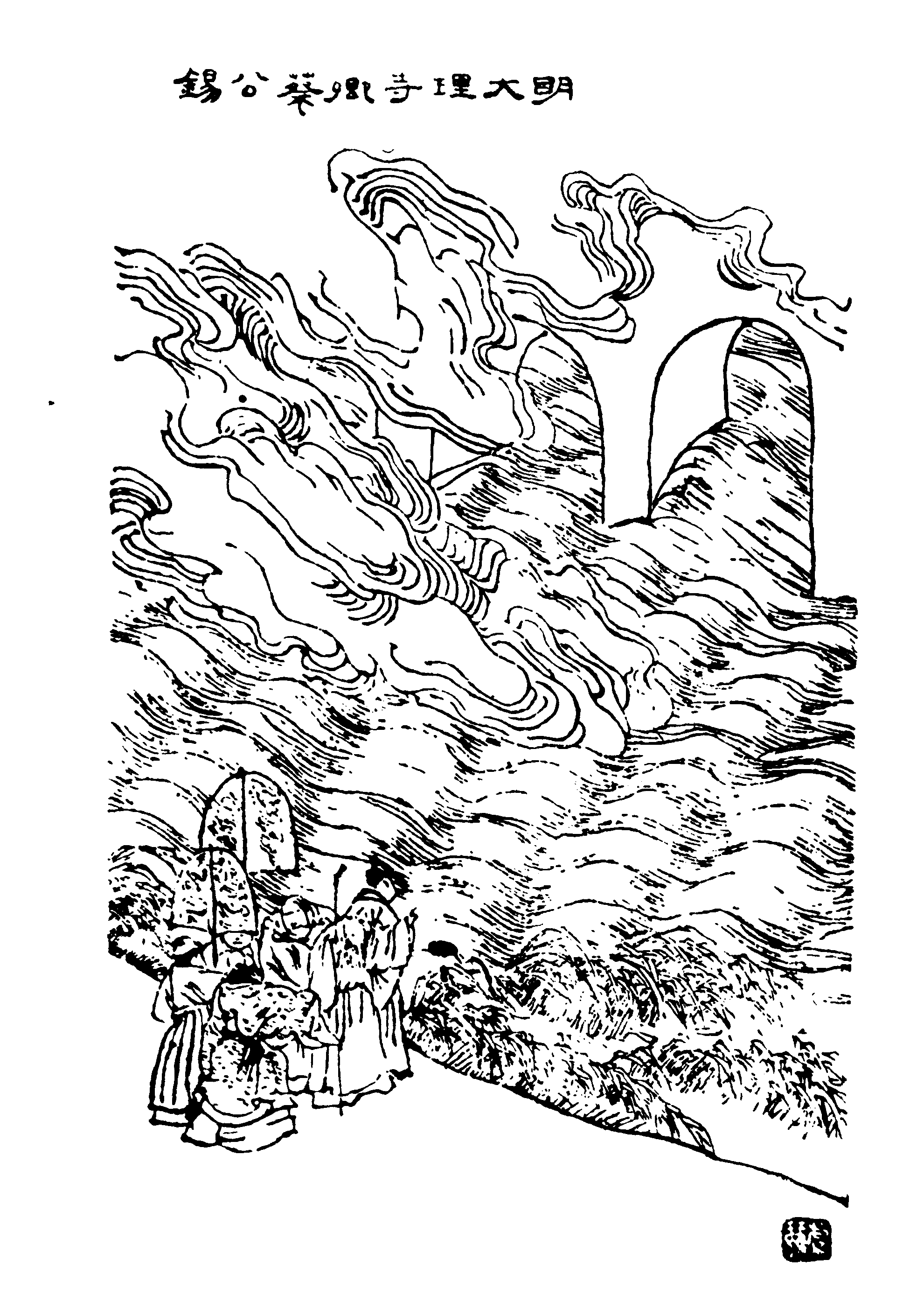
明大理寺卿蔡公錫（清代畫家虞琴所繪，出自《四明人鑑》）

蔡锡，字廷予，號鄮山，浙江鄞县人，明朝政治人物。

## 生平
永乐年间，乡试中举；洪熙初年，任兵科给事中。宣德年间，升任福建泉州府知府，为官廉洁清正。官至大理寺卿、湖广巡抚。

## 事跡
蔡錫守泉州時，欲修萬安橋，發石刊，曰「石頭若開，蔡公再來，檄海神遣醉卒自投於海，若有神擎之者。俄易書一醋字，必八月二十一日酉時也。」

## 延伸閱讀
[在维基数据编辑]
 《四明人鑑·明大理寺卿蔡公錫》，出自《四明人鑑》

| 官衔        | 官衔                | 官衔        |
| ----------- | ------------------- | ----------- |
| 前任： 冯祯 | 泉州府知府 宣德年间 | 繼任： 尹宏 |